# Daedeok-gu
Daedeok-gu (koreanska: 대덕구) är ett av de fem stadsdistrikten i staden, tillika provinsen, Daejeon i  den centrala delen av Sydkorea, 140 km söder om huvudstaden Seoul. Distriktet hade vid slutet av 2019 cirka 180 000 invånare.
Daedeok-gu indelas administrativt i 12 stadsdelar (dong), Beop 1-dong, Beop 2-dong, Birae-dong, Daehwa-dong, Deogam-dong, Hoedeok-dong, Jungni-dong, Moksang-dong, Ojeong-dong, Seokbong-dong, Sintanjin-dong och Songchon-dong.

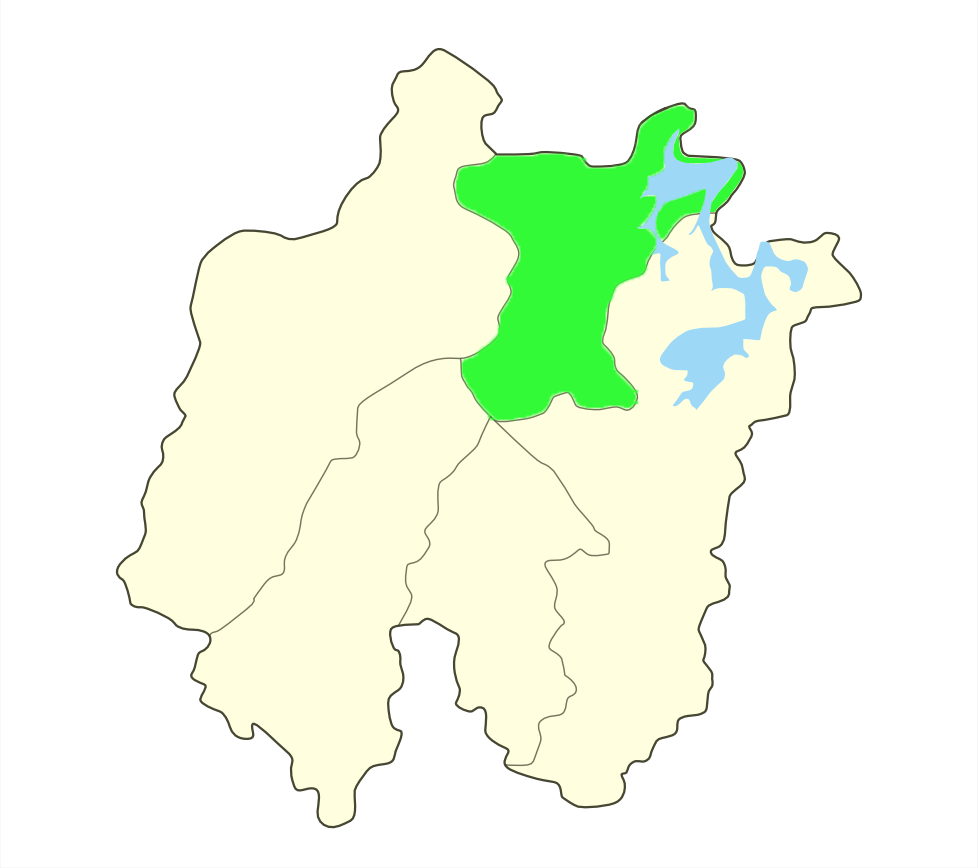
Daedeok-gus läge i Daejeon